# Wide Quad Ultra Extended Graphics Array
Le WQUXGA ou Wide Quad Ultra Extended Graphics Array est un standard d'affichage correspondant à un QUXGA large dont la définition est de 3 840 × 2 400 pixels, soit 9 216 000 pixels. Cela représente quatre fois la définition d'un affichage QUXGA.
Dans le cadre des moniteurs, la proportion de l'écran est de 16/10 (largeur / hauteur) ; c’est-à-dire que la largeur est 1,6 fois plus grande que la hauteur.